# Martinsyde G.100
Le Martinsyde G.100 « Elephant » est un chasseur-bombardier britannique de la Première Guerre mondiale conçu par Martinsyde (en) Il doit son surnom d'éléphant à sa grande envergure et à son manque de manœuvrabilité.

## Conception et développement
Le G.100 est un avion monoplace inhabituellement grand pour son époque. Il est testé pour la première fois à l'automne 1915, avec un moteur Austro-Daimler développant 120 chevaux.
La version de production initiale, le G.100, est équipée d'un moteur Beardmore de la même puissance que celui du prototype et est armée d'une seule mitrailleuse Lewis de calibre .303 alimentée par un tambour et montée au-dessus de la section centrale. L'armement est ensuite doublé grâce à une autre mitrailleuse du même type montée sur le côté bâbord du fuselage, derrière le cockpit. 
Le G.100 a été progressivement remplacé par le G.102 équipé d'un moteur Beardmore de 160 chevaux. La vitesse maximale de cette variante est de 174 km/h au niveau de la mer mais tombe à 160 km/h à 10 000 pieds.

## Histoire opérationnelle
Le G.100 est construit à l'origine comme un chasseur monoplace à long rayon d'action pouvant également remplir des missions d'escorte, mais en raison de sa taille et de son poids, il est rapidement reclassé comme bombardier de jour.
Les premiers appareils sont livrés au Royal Flying Corps à partir de la mi-1916, pour un total de 270 appareils fabriqués dans le courant de la guerre. Le G.100 et sa variante, le G.102, sont utilisés en France et au Moyen-Orient, bien que seul le No. 27 Squadron RFC (en) ait été entièrement équipé de ce type d'appareil.
Bien qu'il ne soit pas particulièrement performant en tant que chasseur en raison de sa faible agilité par rapport aux autres avions de l'époque, le G.100 s'est montré efficace dans le bombardement à longue distance, en transportant jusqu'à 120 kg de bombes. Il a rempli ce rôle avec succès de l'été 1916 à la fin 1917. Le G.100 est également employé pour des missions de reconnaissance photographique à longue distance, où la stabilité et l'endurance étaient nécessaires (ces appareils étaient de voler pendant cinq heures et demie). 

## Variantes
- Martinsyde G.100 : motorisé par un moteur Beardmore de 120 chevaux. 100 exemplaires construits.
- Martinsyde G.102 : motorisé par un moteur Beardmore de 160 chevaux. 171 exemplaires construits.